# 東京都道228号利島環状線
東京都道228号利島環状線（とうきょうとどう228ごう としまかんじょうせん）は東京都利島村内にある一般都道である。利島村を一周する都道であり、また宮塚山の周辺を回る都道でもある。

## 路線の概要
- 起点：利島村利島
- 終点：利島村利島

大半が狭隘区間である。

## 周辺の施設
- 利島村役場

## 接続する主な道路
特になし 